# IC 429
IC 429 је емисиона маглина у сазвјежђу Орион која се налази на листи објеката дубоког неба у Индекс каталогу.
Деклинација објекта је - 7° 2' 32" а ректасцензија 5h 38m 20,5s.